# Corte Superior de Justicia de Arequipa
La Corte Superior de Justicia de Arequipa es el tribunal de apelación cuya sede es la ciudad de Arequipa, capital del departamento homónimo y cuya competencia se extiende a todo el Distrito Judicial de Arequipa. Fue creada el 1 de febrero de 1825 durante el gobierno dictatorial de Simón Bolívar. Está compuesta por un total de 11 salas superiores que conocen en segunda instancia las sentencias expedidas por los juzgados especializados del distrito judicial.

## Historia
La Corte Superior de Justicia de Arequipa fue creada por Decreto expedido por Simón Bolívar el 1 de febrero de 1825 y se instaló el 27 de julio del 1825. Su primer presidente fue Felipe Antonio de la Torre y sus primeros vocales, los señores Mariano Esteban de la Llosa, José Sánchez de la Barra, Mariano Blas de la Fuente y Manuel Ascencio Cuadros.
El 26 de octubre de 1832, los diputados por Puno presentaron un proyecto de ley para la creación de una Corte Superior con sede en la ciudad capital del departamento de Puno separando de la competencia de esta corte el territorio del departamento de Puno, logrando que se apruebe la Ley N° 138 de fecha 21 de diciembre de 1832, la misma que fue aprobada el 7 de enero de 1833 por el presidente Mariscal Don Agustín Gamarra Messía, y como Ministro de Justicia don José María Pando. Sin embargo, esta ley no se promulgaría sino hasta 7 años después, el 20 de octubre de 1846, durante el gobierno de Ramón Castilla y su implementación demoró otros cinco años, hasta que Ramón Castilla volviera al poder, y declarara el 28 de julio de 1850 como establecida a la corte puneña.

## Competencia territorial
Según la organización territorial inicial, las Cortes Superiores tenían competencia territorial en el departamento de su sede, el mismo que se correspondía con un determinado Distrito Judicial. Sin embargo, esta división fue modificándose paulatinamente por razones de cercanía comunicativa. En la actualidad la Corte Superior de Justicia de Arequipa es competente territorialmente sobre las provincias del Departamento de Arequipa.

## Composición
La Corte Superior de Justicia de Arequipa está conformada por 11 Salas Superiores.
- 4 Salas Civiles con sede en Arequipa
- 2 Salas Laborales con sede en Arequipa
- 4 Salas Penales con sede en Arequipa
- 1 Sala Mixta con sede en Camaná

Cada Sala está conformada por tres jueces superiores que, en el Perú, reciben la denominación de "vocales superiores". La reunión de todos los vocales superiores constituyen la "Sala Plena" que es el máximo órgano deliberativo de la Corte Superior.

## Presidente de la Corte Superior
De conformidad con los artículos 38 y 45 de la Ley Orgánica del Poder Judicial, los vocales eligen un Presidente de la Corte Superior. En el caso de Arequipa, la elección se realiza el primer jueves del mes de diciembre cada dos años mediante votación secreta de los vocales superiores titulares.
El actual Presidente de la Corte Superior es el doctor Nicolás Iscarra Pongo.

## Sede
Las Salas Superiores tienen su sede en el centro histórico de la ciudad, precisamente en el Palacio de Justicia ubicado en la confluencia de las calles Colón y siglo XX al costado de la Plaza España.